# Manoscritti di Frisinga
I Manoscritti di Frisinga o monumenti di Frisinga (in sloveno: Brižinski spomeniki) sono ritenuti i più antichi manoscritti in una lingua slava (lingua slovena) scritti utilizzando caratteri dell'alfabeto latino.

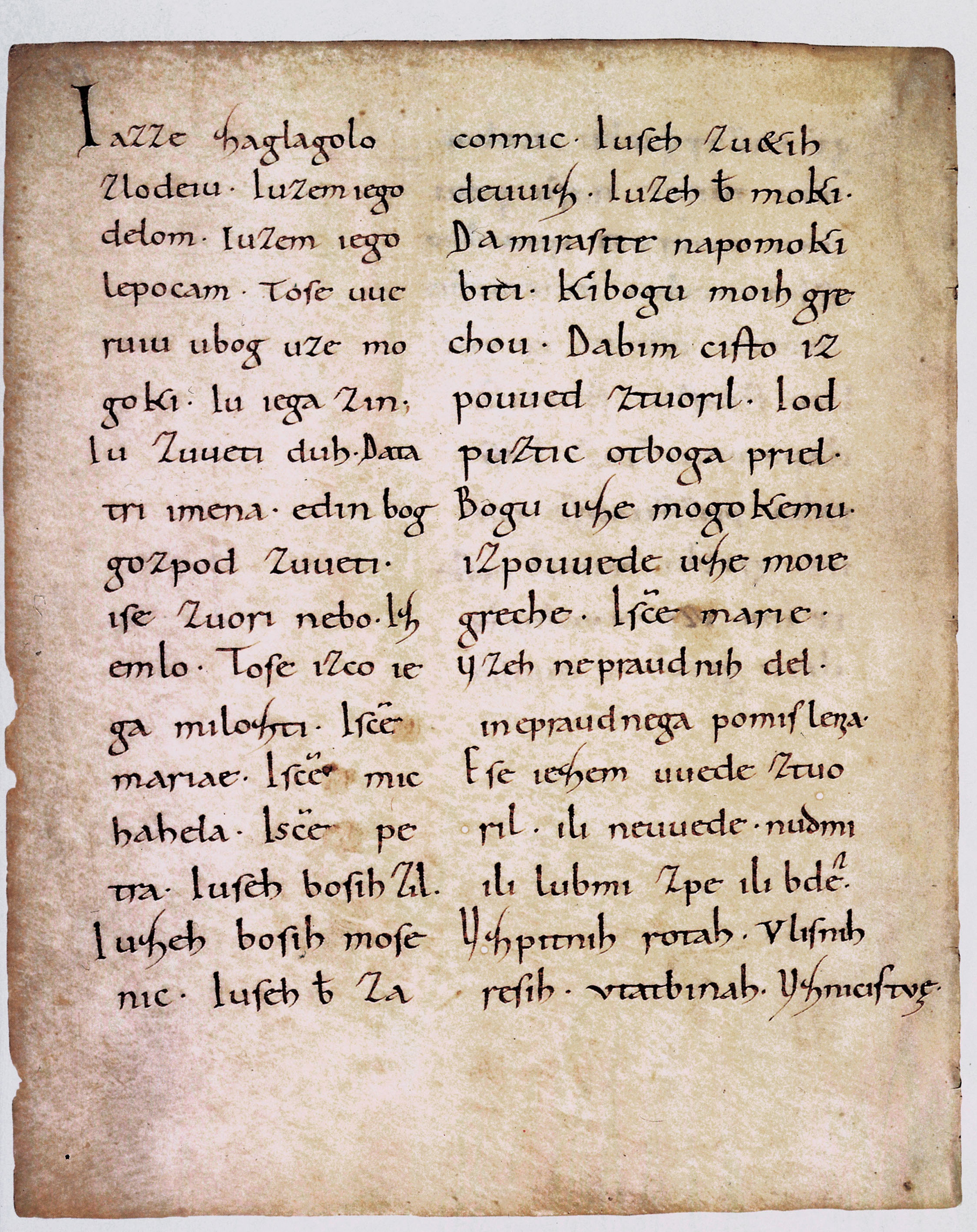
I manoscritti di Frisinga

## Epoca
La parte conservata consiste in quattro fogli ed un quarto di pagina in pergamena.
 I manoscritti appartenevano alla diocesi di Frisinga. Nel 1803 sono stati trasferiti presso la Biblioteca statale di Monaco di Baviera (Bayerische Staatsbibliothek), dove sono stati scoperti nel 1807. Per un breve periodo (mesi di maggio e giugno 2004) sono stati esposti presso la Biblioteca nazionale e universitaria della Slovenia di Lubiana  Secondo una recente analisi paleografica essi sarebbero stati scritti tra il 972 e il 1039 nella valle del Möll in Carinzia.

## Contenuto
I manoscritti contengono frasi rituali di confessioni, annotazioni su prediche riguardanti il peccato e la penitenza e formule di abiura, scritti in lingua slovena, in grafia carolingia minuscola.
In particolare:
- il primo frammento contiene istruzioni di carattere generale riguardanti la confessione;
- il secondo indica uno schema per i sermoni riguardanti il peccato e la penitenza;
- il terzo contiene formule per la confessione individuale[5][6].